# БМПВ-64
БМПВ-64 (також знана як БМП-64) — українська дослідна важка бойова машина піхоти на базі танка Т-64. Розробником і виробником машини є Харківський бронетанковий завод.

## Опис машини
Прототип важкого бронетранспортера БМПВ-64 було розроблено в Україні за ініціативою Харківського БТРЗ. Перший прототип було закінчено 2005-го року. Ця машина є найглибшою модернізацією танка Т-64А. Сьогодні українська армія має велику кількість танків Т-64, тому модернізація їх до якісно нового рівня є пріоритетом для вітчизняного ОПК.
БМПВ-64 призначено для транспортування і підтримки піхоти. Машина створювалася з урахуванням досвіду дії бойових машин піхоти в міських умовах, а точніше їх невдалих дій, внаслідок катастрофічно недостатнього бронювання. Саме в ході міських боїв виявилися ці недоліки, оскільки із тактики застосування БМП в ході звичайних військових дій відомо, що вони повинні йти позаду танків, і їх функція зводилася лише до функції доставлення піхоти до місця атаки. Але в міських боях, де чітка лінія оборони супротивника розмита, а нападу можна чекати з будь-якого напряму і з будь-якого будинку, БМП частенько опинялися на передньому краї, де зазнавали тяжких втрат.
Важка бойова машина піхоти нової моделі виявилася помітно легшою за танк, що послужив основою для неї. Бойова вага БМПВ-64 становить 34,5 тонни. Попри меншу вагу, перспективна БМП має рівень захисту, порівнянний з Т-64А. Комбіноване бронювання лобової частини машини забезпечує захист від бронебійних підкаліберних снарядів 105-мм гармат. Бортова броня здатна витримувати влучення 30-мм снаряда. При переробленні танка на БМП, на днище корпусу встановлюється додаткова броня, яка підвищує рівень захисту екіпажу та агрегатів машини. Заявлена можливість виживання екіпажу при вибуху протитанкової міни ТМ-57, або 4-кілограмової протипіхотної міни. Також живучість бойової машини підвищується внаслідок використання системи динамічного захисту. Стверджувалося, що за бажанням замовника БМПВ-64 може оснащуватися системою активного захисту — «Заслін».
Прототип цього важкого бронетранспортера оснащений дистанційно керованим бойовим модулем, який озброєний 30-мм гарматою і спареним з нею 7,62-мм кулеметом. Також передбачена можливість встановлення одного дистанційно керованого 12,7-мм кулемета.
Двигун БМПВ-64 знаходиться спереду. Фактично ж конструктори зробили передню частину машини ззаду корпуса танка, так що цей важкий БТР, якщо так можна висловитися їде назад, у порівнянні з Т-64. Переднє розташування двигуна забезпечує додатковий захист і надає достатньо простору для розміщення десанту. Вхід і вихід піхотинців в цій машині здійснюється через задні двері.
Пропонують різні варіанти БМПВ-64, такі, як: 
- командирська машина;
- САУ під 120-мм міномет;
- евакуаційна машина;
- ряд інших.

Такі великі можливості модернізації дають можливість встановлювати на цій машині різні бойові модулі сукупною масою до 22 тонн. У базовому варіанті БМПВ-64 важить 32,5 тони. Усередині машині може легко розміститися до 12 десантників і 3 члени екіпажу.

## Двигуни
БМПВ−64 використовує перевірені багатопаливні українські дизельні двигуни 5ТДФА (700 к. с.) і 5ТДФЕ (850-900 к. с.) об'ємом 13,6 л. Машину так само запропоновано обладнувати українським дизельним 1000-сильним двигуном 6ТД-1. З цим мотором машина зможе розвивати швидкість до 75 км/год.

## Перспективи проєкту
Враховуючи сучасні тенденції у розвитку бойових машин піхоти та можливості замкненого виробництва на українських підприємствах, БМПВ-64 буде мати високий потенціал при досить невеликій ціні виробництва та обслуговування. Розглядається навіть можливість в майбутньому повністю замінити всі БМП-1 та БМП-2 на нові бойові машини піхоти українського виробництва. У зв'язку з повною уніфікацією з танком Т-64 БМПВ-64 буде значно легше впровадити до складу української армії, а також полегшити процес створення матеріально-технічної бази та навчання персоналу.

Проте, на 2016 рік, Міністерство оборони України не включило проект БМПВ-64 в держоборонзамовлення взагалі.

## Модифікації
- БМПВ-64 — базова модель, випущена в 2005 році. Модуль з 30-мм гарматою 2А42, 7,62-мм кулеметом ПКТ, ЗРК «Ігла», ПТРК «Бар'єр», наявний навісний динамічний захист «Контакт-5».
- БМПТ-64 — друга модифікація, оснащена дистанційно керованою безлюдною баштою з 30-мм автоматичною гарматою КБА-2 або ЗТМ-2, додатковими вбудованими модулями від танка Т-64Е, комплексом ПТКР, обладнаний динамічним захистом «Дуплет», обводи бронекорпусу були змінені й облагороджені, змінилося оснащення населеного об’єму. БМП отримала новий люк для посадки та висадки десанту. На оновленій БМПВ-64 він складається з двох деталей, нижня з яких у відкритому положенні служить апарелю.
- УМБП-64 — універсальна машина бойового постачання.
- УМР-64.
- БТРВ-64 — важкий бронетранспортер.
- БМП-К-64 — восьмиколісний варіант БМПВ-64, масою 17,7 тонни без боєкомплекту (дослідний зразок).